# Jürgen Kross (Schriftsteller)
Jürgen Kross (eigentlich Hinrich Jürgen Kroß; * 26. August 1937 in Hirschberg im Riesengebirge, Provinz Niederschlesien; † 22. Januar 2019 in Mainz) war ein deutscher Schriftsteller und Buchhändler.

## Leben
Jürgen Kross, der in Mainz lebte, arbeitete als selbstständiger Buchhändler. Er verfasste überwiegend Lyrik, die in zahlreichen Einzeltiteln, Anthologien und Literaturzeitschriften veröffentlicht wurde. Darüber hinaus trat er als Verfasser von Erzählungen, Hörspielen und kurzen Theaterstücken hervor wie auch als Mitherausgeber von Anthologien, wie dem Rheinland-pfälzischen Jahrbuch für Literatur in Erscheinung. Die Lyrik von Jürgen Kross ist von rhythmischer Strenge gekennzeichnet. 

## Einzeltitel
- Ortungen. Pfullingen 1975 (2. Auflage 1976)
- inmitten. Aarau/Frankfurt am Main/Salzburg 1980
- Kaltfront. Szenen, Lyrik und Prosa. Wiesbaden/München 1984
- angesichts. gedichte. Rhodt 1986
- raumzeit. Rhodt 1988
- Ungemach. Gedichte. Karlsruhe 1990
- letzter hand. Zürich 1991
- Brandstätten. Gedichte. Brandes & Apsel Verlag, Frankfurt am Main 1993, ISBN 3-86099-427-1
- Sichtwechsel. Gedichte. Mit Grafiken von Angela Reichel. Brandes & Apsel Verlag GmbH, Frankfurt am Main 1995, ISBN 3-86099-444-1.
- totenhag. Gedichtzyklus. Hamburg 1997
- schattenwurf. lyrik. Frankfurt am Main 1997
- sonnengeflecht. Gedichtzyklus. Hamburg 1998
- einschlüsse. Mitlesebuch 36. Berlin 2000
- zwiesprachen. gedichte. Frankfurt am Main 2000
- waldungen. Gedichtzyklus. Hamburg 2000
- angespül. Gedichtzyklus. Hamburg 2001
- Höllenglut. Erzählungen. Frankfurt am Main 2002
- fremdgut. Gedichte. Frankfurt am Main 2004
- schneelicht. Gedichte. Augsburg 2005
- grenzverlauf. Gedichte. Frankfurt am Main 2007
- zufluchten. Lyrik und Fotografie (mit Nicole Ahland) Stolzalpe 2007
- finsternisse. Gedichte. Erwin Rauner Verlag, Augsburg, 2012
- rufweiten. Gedichte. Wolfgang Hager Verlag, Stolzalpe, 2013
- umbruch. Gedichte. Driesch Verlag, Drösing, 2014
- nachtrag, in: Zwanzig Jahre 1995 – 2015 ERV. Erwin Rauner Verlag, Augsburg 2015
- eisgang. Gedichte. Erwin Rauner Verlag, Augsburg, 2015
- Schluchten. Gedichte. Elfenbein Verlag, Berlin, 2016
- fluchten abwege spuren. Gedichte. Erwin Rauner Verlag, Augsburg 2017